# Reserve der Streitkräfte der Vereinigten Staaten
Die Reserve der Streitkräfte der Vereinigten Staaten (englisch Reserve components of the United States Armed Forces) umfasst alle militärischen Organisationen und Personal in den Vereinigten Staaten, auf die die Bundesregierung bei Bedarf zur Ergänzung ihrer Berufsstreitkräfte zurückgreifen kann. Im Wesentlichen besteht sie aus drei Komponenten, einzelne Reservisten die direkt aktiven Truppenteile der Streitkräfte und Bundesbehörden als Ergänzung zugeteilt sind (englisch Individual Mobilization Augmentees), den Reservetruppenteilen der Teilstreitkräfte (englisch reserves), die unmittelbar dem Verteidigungsministerium unterstehen, und den Bundesstaaten unterstehende Truppenteile der Nationalgarde, die dem Verteidigungsministerium unterstellt werden können (englisch mobilized for federal active duty). Dieses System geht auf die geschichtliche Entwicklung zurück, bei der den Bundesstaaten in der Verfassung das Recht auf eigene Milizen zugesprochen wurde, auf der anderen Seite der Notwendigkeit den Aufwuchs der Streitkräfte des Bundes im Kriegsfall zentral zu koordinieren und dies in Friedenszeiten vorzubereiten. Die Reserven in den USA bestehen heute, wie die aktiven Soldaten, grundsätzlich aus Freiwilligen. Reservisten leisten in der Regel Dienst in einer dieser beiden Reserveorganisationen oder sind direkt einer aktiven Einheit der Teilstreitkräfte als Ergänzung zugeordnet. Sie leisten minimal 38 Tage Dienst im Jahr als Soldat oder sind von der Inübunghaltung befreit.

## Auftrag
Das Militärgesetzbuch der USA, Title 10 des Bundesrechts, definiert den Auftrag der Reservekomponenten folgendermaßen:

“The purpose of each reserve component is to provide trained units and qualified persons available for active duty in the armed forces, in time of war or national emergency, and at such other times as the national security may require, to fill the needs of the armed forces whenever more units and persons are needed than are in the regular components.”

„Der Zweck jeder Reservekomponente ist es, ausgebildete Verbände und Personen für den aktiven Dienst in den Streitkräften bereitzustellen, sowohl in Zeiten des Krieges und des nationalen Notstands, als auch zu Gelegenheiten, in denen es die nationale Sicherheit erfordert, um den Bedarf der Streitkräfte zu decken, wenn mehr Personal und Verbände benötigt werden, als zur Verfügung stehen.“

## Organisation
Stärke der Reservekomponenten der Streitkräfte:
| Reservistenkomponente                   | Personalstärke |
| --------------------------------------- | -------------- |
| Reserve der Teilstreitkräfte            |                |
| United States Army Reserve              | 190.000        |
| United States Air Force Reserve Command | 70.000         |
| United States Navy Reserve              | 60.000         |
| United States Marine Corps Reserve      | 38.000         |
| United States Coast Guard Reserve       | 6.200          |
| Nationalgarde                           |                |
| Army National Guard                     | 333.000        |
| Air National Guard                      | 107.000        |
|                                         |                |
| Gesamt                                  | 802.000        |

### Bundesreserve

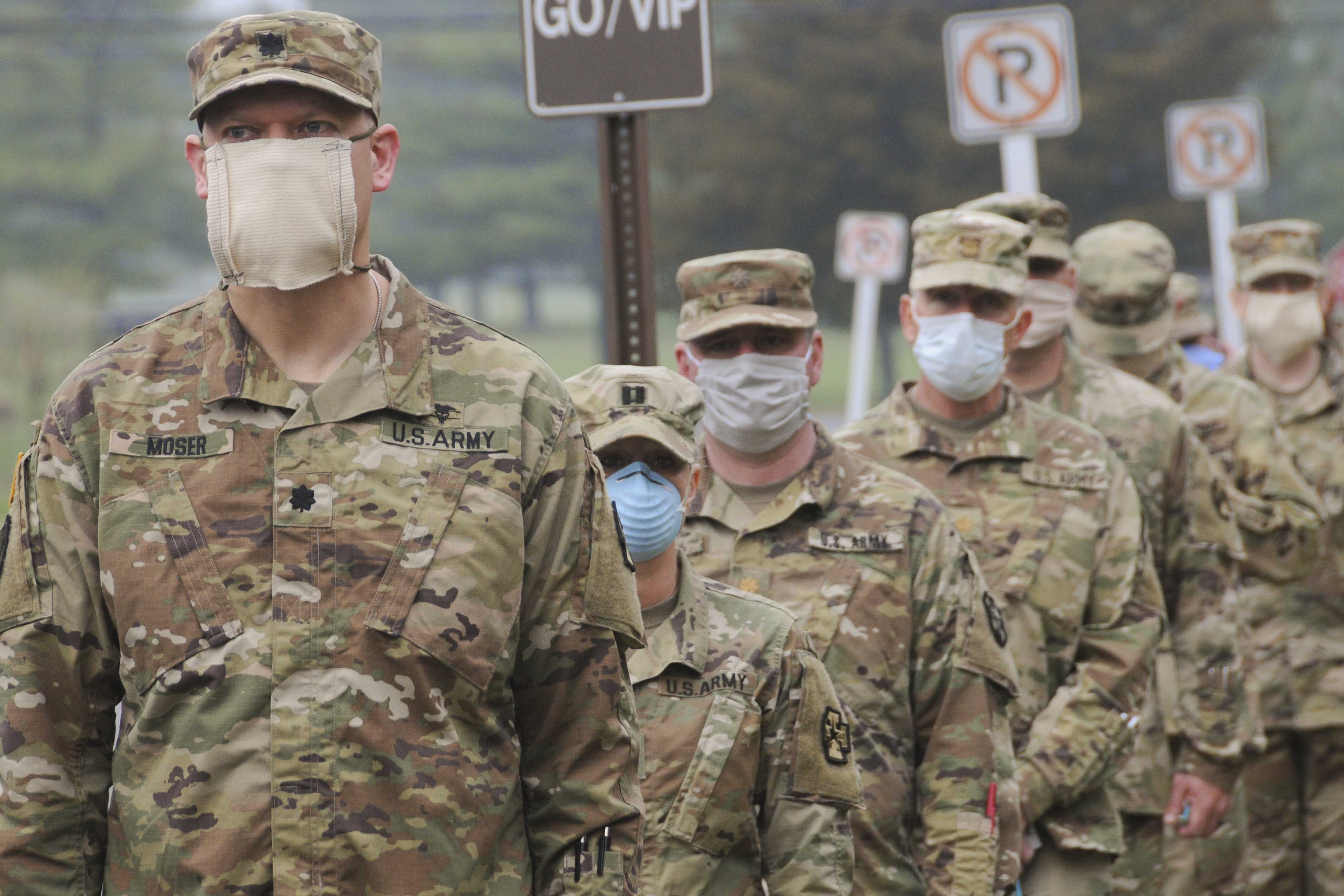
Medizinisches Personal der US Army Reserve aktiviert während der COVID-19-Pandemie

Die Reserveeinheiten (Reserve units) der Teilstreitkräfte stehen der Bundesregierung der Vereinigten Staaten direkt zur Verfügung. Sie sind mit den aktiven Streitkräften direkt verbunden und entsprechen diesen weitestgehend in Uniformierung und Ausrüstung. Die Reserveeinheiten der Bundesregierung sind die Army Reserve, die Navy Reserve, die Air Force Reserve, die Marine Corps Reserve sowie die Coast Guard Reserve. Bis auf die Marineinfanterie ist der Schwerpunkt der Reserveeinheiten auf Ausbildungs-, Unterstützungs- und Logistikverbände gelegt. Die Marineinfanterie hält eine komplette Division, Geschwader und Logistikgroßverband in Reserve.
Die Reserveeinheiten in den USA betreiben im Regelfall keine eigene Ausbildungsgänge für Mannschaften und Offiziere. Die Reservisten, soweit sie nicht vorher aktiv gedient haben, durchlaufen die individuelle Ausbildung zusammen mit den aktiven Soldaten und werden für die Dauer der Ausbildung in den aktiven Status versetzt.

### Nationalgarde

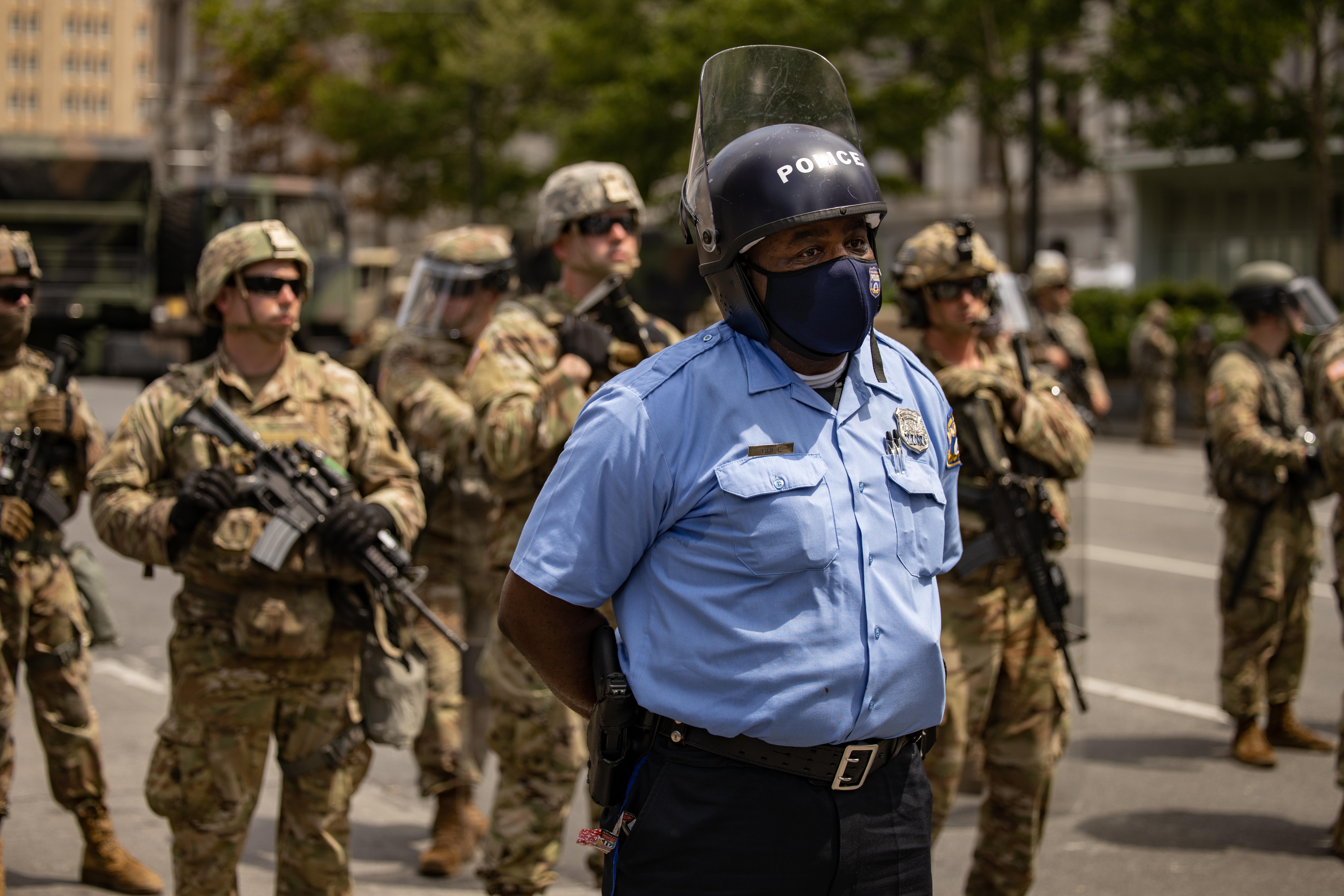
Polizei und Nationalgarde in Philadelphia, während der Demonstrationen zum Todesfall George Floyd

Zweite Reservekomponente bilden die Nationalgarden. Es ist eine Miliz der Bundesstaaten, die von den einzelnen Bundesstaaten sowie von den US-Territorien aufgeboten werden. Die Befehlsgewalt über die Einheiten der Nationalgarde liegt beim Gouverneur des jeweils aufbietenden Staates, der sie beispielsweise auch bei Unruhen oder Naturkatastrophen und anderen Unglücken einsetzen kann; erst durch Beschluss des Kongress oder Verordnung des Präsidenten oder Verteidigungsminister werden Teile der Nationalgarden der Bundesregierung unterstellt. Die Nationalgarde gliedert sich in Army National Guard und Air National Guard. Die jeweiligen Nationalgarden der Bundesstaaten arbeiten bereits im täglichen Betrieb eng mit den jeweiligen Teilstreitkräften zusammen, haben die Standards dieser Teilstreitkraft in Ausrüstung und Ausbildung einzuhalten, um jederzeit eingegliedert werden zu können. Die Army National Guard besteht im Schwerpunkt aus Kampfverbänden, einschließlich Spezialkräften und staatenübergreifenden Großverbänden bis hin zur Division. In der Nationalgarde besteht die Mehrzahl der Soldaten aus Reservisten. Manche Verbände sind teilaktive oder aktive Verbände mit einer Anzahl an längerdienenden Soldaten und Berufssoldaten.

### Milizen

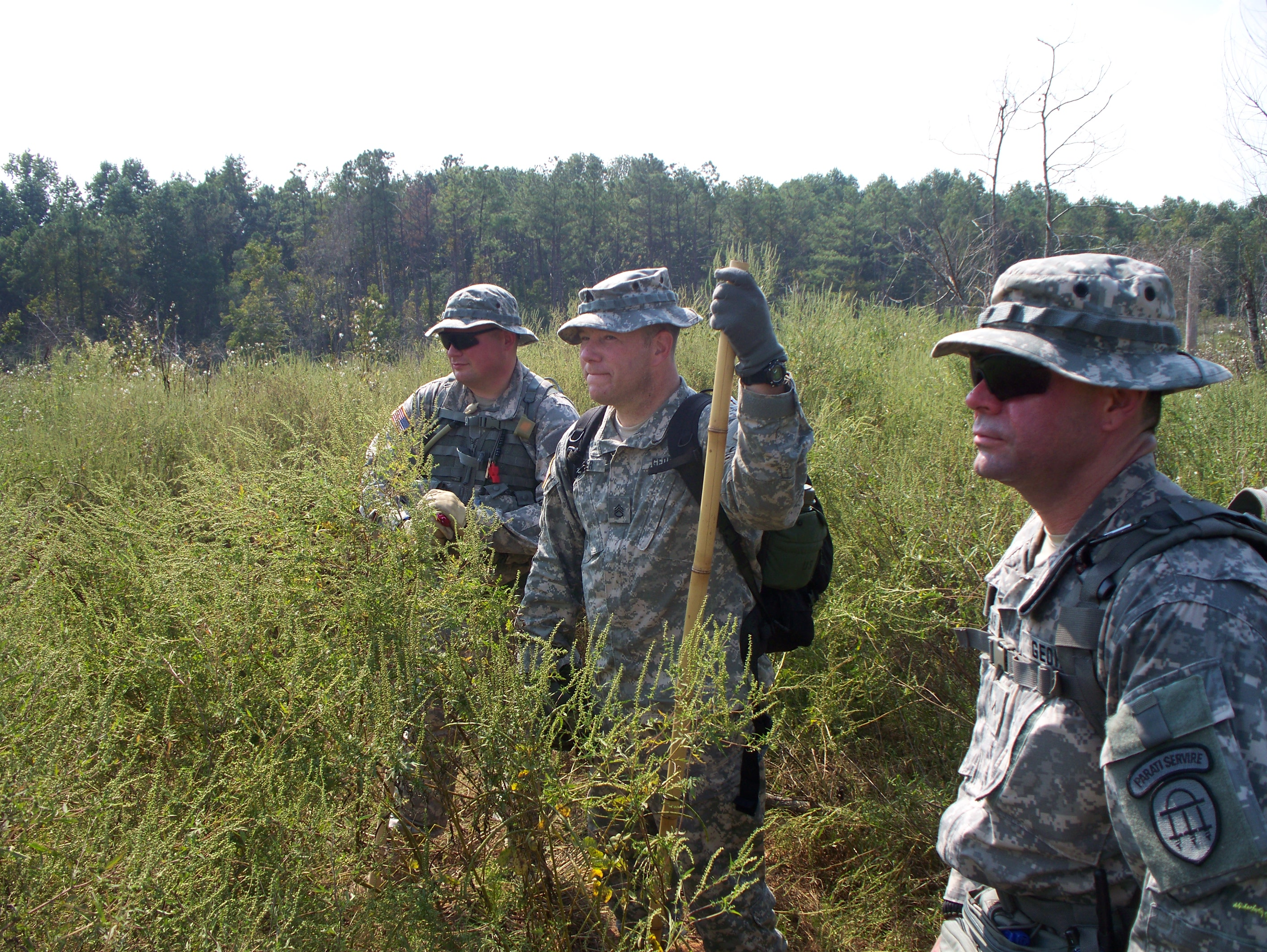
Staatsgarde aus Georgia bei einer Rettungsübung

Das Gesetz erwähnt weiterhin Milizen. Die organisierten Milizen werden ausschließlich von den Bundesstaaten aufgeboten und sind die Nationalgarde und in manchen Bundesstaaten zusätzlich ein Staatsgarde (englisch State Defense Force oder State Militia), die nicht der Bundesregierung unterstellt wird. Sie werden vor allem im Grenz-, Zivil- oder Katastrophenschutz oder zur Unterstützung der Polizei bei Großlagen eingesetzt. Ihre Angehörigen dienen freiwillig.
Zur nichtorganisierten Miliz  (englisch unorganized Militia) oder Reservemiliz gehören grundsätzlich alle männliche US-Amerikaner oder Ausländer mit Einbürgerungsabsicht vom 17. bis 45. Lebensjahr sowie weibliche Angehörige der Nationalgarde. Die Aktivierung der unorganisierten Miliz unterliegt der Regelung der Einzelstaaten, ist unterschiedlich geregelt, und ist meist auf Kriegsfall und Notlagen beschränkt. Die Angehörigen könne dann als Verstärkung für die Staatsgarde oder die Polizei herangezogen werden, wenn sie nicht in den aktiven Streitkräften dienen oder einer sonstigen Ausnahme unterliegen. Vorbereitung zu einer Mobilmachung gibt es meist nicht. Die nichtorganisierten Milizen sind damit weniger eine Organisation, sondern stellen eine lokale Wehrpflicht im Kriegsfall, in extremen Notfällen und während Katastrophen dar.
Die Milizbewegung in den Vereinigten Staaten gehört nicht zur nichtorganisierten Miliz, da sie keinerlei hoheitliche Aufgaben und Befugnisse haben und nicht den staatlichen Behörden unterstehen. Rechtlich handelt es sich deshalb um private Vereinigungen, auch wenn diese Milizen oft anderes behaupten und sich dabei auf die Militärgesetzgebung mit den Abschnitt über nichtorganisierte Milizen beziehen. Nach der Verfassung der Vereinigten Staaten haben aber der Kongress und die Einzelstaaten das ausschließliche Recht, die Milizen aufzustellen und zu regulieren.
Bis auf die Nationalgarde gehören Angehörige der organisierten und nichtorganisierten Miliz nicht zu den Bundesstreitkräften und sind somit keine Reservisten nach der Militärgesetzgebung.

### Auxiliartruppe

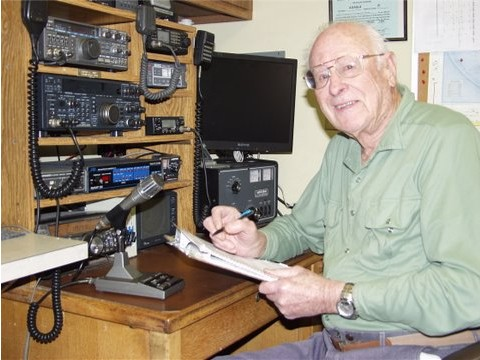
Funkamateur des Military Auxiliary Radio System

Viele militärische Organisationen und Behörden mit Sicherheitsaufgaben in den Vereinigten Staaten auf Bundesebene oder in Einzelstaaten unterhalten Hilfskräfte. Diese sind freiwillig und rechtlich selbstständig organisiert und führen Unterstützungsaufgaben für die staatliche Partnerorganisation durch. Die Angehörigen arbeiten ehrenamtlich und haben im Gegensatz zu der Reserve keinen Kombattantenstatus und können nicht für Kampfaufgaben eingesetzt werden. Folgende Organisationen gibt es auf Bundesebene:
- Civil Air Patrol
- Marine Corps Cyber Auxiliary
- Military Auxiliary Radio System
- United States Coast Guard Auxiliary
- United States Merchant Marine

## Reservisten

### Kategorie
Soldaten der Reserve sind nach dem Gesetz in eine Kategorien eingeordnet. Je nachdem welche Reservekomponente sie zugeordnet sind und in welchen Inübungsstatus sie sich befinden.
Ready Reserve
Die Ready Reserve sind alle Soldaten die einer aktive Einheit der Streitkräfte oder der Reservekomponente zugeordnet sind und unmittelbar aktiviert werden können.
- Selected Reserve sind Soldaten dieser Einheiten, die der Inübunghaltung unterliegen. Dabei sind die Drilling Reserve bei der Reservekomponenten der Teilstreitkräfte, Active Guard Reserve bei der Nationalgarde und Individual Mobilization Augmentees bei aktiven Einheiten der Streitkräfte zugeordnet. Die regelmäßige Inübunghaltung bedeutet mindestens ein Wochenende pro Monat und zwei Wochen pro Jahr. Ausgewiesen Reservisten wie Spezialkräfte oder Piloten haben aber eine höhere Übungsverpflichtung, um die Fähigkeiten in Ihrer Verwendung zu erhalten.[4]
- Individual Ready Reserve oder Inactive National Guard sind Reservisten, die keiner Pflicht zur Inübunghaltung unterliegen. Militärdienstpflichtige Angehörige des Reserve Officer Training Corps gehören ebenfalls zu dieser Kategorie. Reservisten, die sich nicht in Übung befinden müssen sich einmal im Jahr bei Ihrem Truppenteil melden.

Standby Reserve
In der Standby Reserve sind Reservisten zusammengefasst die keinen Truppenteil zugeordnet und keine Inübung betreiben. Sie könne temporär aus beruflichen oder gesundheitlichen Gründen nicht mobilisiert werden. Nach Wegfall des Hinderungsgrundes kehren die Reservisten in die Ready Reserve zurück.
Retired Reserve
Die Retired Reserve sind alle Reservisten, die nach einer mindestens zwanzigjährigen Dienstzeit als aktiver Soldat oder Reservist Pensionszahlungen erhalten oder später einen Pensionsanspruch besitzen. Mit Versetzung in diesen Status von der aktiven Einheit oder der Reserveeinheit erhalten sind zu keiner Inübunghaltung mehr verpflichtet, können aber individuell wieder in den aktiven Dienst oder aktive Reserve versetzt werden, solange sie das sechzigste Lebensjahr nicht vollendet haben. Diese Reservekomponente stellt einen Pool erfahrener Soldaten dar.
Eine allgemeinen Reservestatus wie in Deutschland mit der Allgemeinen Reserve ehemaliger Soldaten oder Ersatzreserve ungedienter Wehrpflichtiger gibt es in den Vereinigten Staaten nicht. Ein ehemaliger Soldat oder Reservist, der nicht zur Mobilisierung zur Verfügung steht, damit keine der obengenannten Kategorien befindet ist kein Reservist. Er ist nicht mehr berechtigt seinen letzten Dienstgrad zu führen oder Privilegien aus dem Soldatenstatus wahrzunehmen. Ausnahmen sind Pensionäre, die direkt aus dem aktiven Dienst oder der Retired Reserve in den Ruhestand entlassen werden. Junge Männer, die im Selective Service System registriert sind, sind ebenfalls keine Reservisten.

### Dienst in der Reserve
Rekrutierung und Ausbildung
Grundsätzlich verpflichten sich Soldaten in den US-Streitkräften freiwillig für eine Gesamtdienstzeit von acht Jahren, die aus der Dienstzeit in einer aktiven Einheiten und in der Reserve zusammensetzt. Die aktive Dienstzeit kann dabei zwischen zwei und sechs Jahren bei der Erstverpflichtung betragen, die Regel sind vier Jahre, später aber auf Antrag und bei Bedarf verlängert werden können. Nach Ablauf der vertraglichen aktiven Dienstzeit werden die Soldaten einer Einheit als Reservist zugeordnet. Aufgrund der Ausbildung während der aktiven Dienstzeit ist dazu meist keine weitere Ausbildung notwendig. Die Dienstzeit in der Reserve findet je nach Regelung der Teilstreitkraft mit oder ohne Inübunghaltung statt und kann freiwillig verlängert werden um zum Beispiel über einen verlängerten Dienst in der Reserve einen Pensionsanspruch zu erhalten.
Zweite Möglichkeit ist eine freiwillige Verpflichtung zum ausschließlichen Dienst in der Reserve oder der Nationalgarde ohne eine Dienstzeit in aktiven Truppenteilen zu absolvieren. Grundsätzlich stehen alle Verwendungsmöglichkeiten der Streitkräfte auch für Reservisten offen, einschließlich hochspezialisierte Verwendungen wie Kampfpilot oder der Dienst in einer Spezialeinheit. Die Ausbildung wird grundsätzlich mit aktiven Soldaten an Ausbildungseinrichtungen der aktiven Streitkräfte gemeinsam absolviert. Man befindet sich in einen besonderen aktiven Status (englisch Initial Active Duty for Training), hat die gleichen Recht und Pflichten wie ein aktiver Soldaten und die gleiche Besoldung. Bei langwierigen Ausbildungen, wie Spezialkräfte, Kampfmittelbeseitigung oder Kampfpiloten kann dieser Status mehrere Jahre dauern. Mit Abschluss der Ausbildung wird man zur Reserveeinheit versetzt und führt seine regelmäßigen Übungen durch und geht ansonsten im Regelfall einer zivilen Beschäftigung nach.
Weiterverpflichtung und Ruhestand
Eine Weiterverpflichtung in der übenden Reserve kann theoretisch bis zum 60. Lebensjahr erfolgen, solange man gesund ist und die sportlichen Anforderungen in den regelmäßigen Fitnesstest erfüllt. Beförderungen und Weiterbildung unterliegen weitgehend den Reglungen der aktiven Truppenteile. Soldaten der Nationalgarde können dabei aber nicht in Reserveeinheiten außerhalb des Bundesstaates versetzt werden, da die Nationalgarde grundsätzlich eine Staatsmiliz ist. Nach mindestens 20 Jahren Dienst kann man in die Retired Reserve zu wechseln und erhält einen Pensionsanspruch, der mit dem 60. Lebensjahr ausgezahlt wird. Die Berechnung dafür erfolgt nach einem Punktesystem, so dass man diesen Anspruch nur bei Inübunghaltung in der Selective Reserve oder durch regelmäßig längerer aktive Dienstzeiten als Reservist erreichen kann. Eine Aktivierung aus der Retired Reserve außerhalb des Kriegsfalles ist möglich, aber nach mehr als fünf Jahren sehr unwahrscheinlich.
Privilegien
Reservisten unterliegen in den USA folgenden Privilegien. Dafür besitzen sie eine eigene Military ID, die Ihre Rechte darlegt. Diese Privilegien dürfen sie auch außerhalb der Übungen oder aktiven Dienstzeit wahrnehmen:
- Führung des aktuellen Dienstgrad
- Zugang zu Betreuungs- und Freizeiteinrichtungen der Streitkräfte wie z. B. Golfplätze, Urlaubshotels
- Transport mit dem luftwaffeneigenen Personentransportflüge, wenn Plätze verfügbar für Privatzwecke (Space-A travel)
- steuerfreier Einkauf in Post Exchange (Px) und Commissary
- nach 20 Dienstjahren einen Pensionsanspruch einschließlich einer Krankenversicherung, wenn sie das 60. Lebensjahr vollenden

### Reserveoffizier

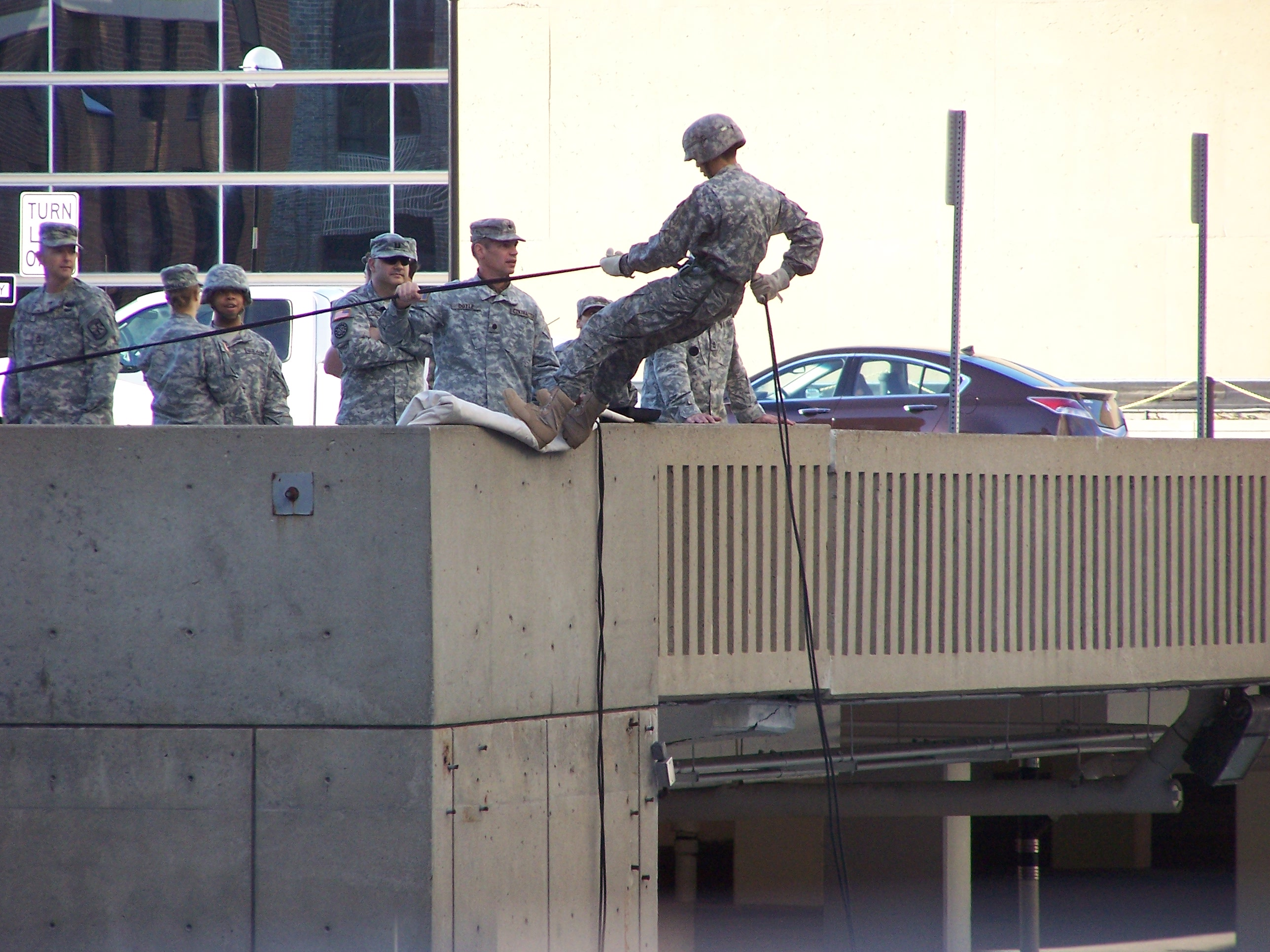
Praktische Ausbildung des Reserve Officer Training Corps auf dem Campus der University of Michigan

Das System der Offizierausbildung in den Vereinigten Staaten unterscheidet grundsätzlich nicht die Ausbildung zum Offizier oder Reserveoffizier. Damit durchlaufen die Offizieranwärter der Reservetruppenteile gemeinsam mit den aktiven Offizieranwärtern die Ausbildung zum Offizier. Spezielle Ausbildungsgänge für Reserveoffizieranwärter in Teilzeit gibt es nur in der Nationalgarde des Heeres. Offiziere der Nationalgarde erhalten ein Doppelpatent (englisch Double-Commission) vom Gouverneur ihres Bundesstaates und gleichzeitig vom Präsidenten der Vereinigten Staaten.